# Ступищанська ікона Божої Матері
Ступищанська ікона Божої Матері — чудотворна ікона Божої Матері. Список (копія) ікони зберігається в церкві села Мотійки Народицького району Житомирської області, частиною якого сьогодні є колишнє село Ступища.

## Походження ікони
У дореволюційні часи одним із святих місць Волинської єпархії для християнських паломників були села Христинівка та Ступища Овруцького повіту Волинської губернії Російської імперії. Увагу богомольців привертала Ступищанська ікона Божої Матері з місцевої Десятинної церкви та ступищанське водоймище, пов’язане із явленням Богородиці.
Чудотворна ікона Божої Матері, яка іменується Ступищанською, за місцевим переказом була принесена на Волинь благочестивими ченцями київської Десятинної церкви. Рятуючись від набігів половців, деякі з ченців згаданої церкви з іконою Божої Матері попливли вгору по Дніпру, перейшли до ріки Прип'яті і, нарешті, вступили в річку Уж (раніше — Ушь). Пропливши нею 70 верств, в тому саме місці, де знаходиться колишнє село Ступища, вони пристали до берега та заховали ікону в дубовому гаю, в дуплі вікового дуба.
Згідно з тим же переданням, згодом сліпі жебраки, що заблукали в лісі, знесилившись, заснули в гаю під дубом, в тому самому місці, де згодом було зведено Ступищанську церкву. Уві сні чули вони голос, що провістив їм, що в дубі, під якими вони відпочивають, зберігається ікона Божої Матері і коли вони помоляться їй та прикладуться до лику Богоматері, то отримають прозріння. Прокинувшись, сліпці підкорилися чудесному голосу, віднайшли святиню в дубовому дуплі, помолилися перед нею та отримали прозріння. Складаючи подяку за таку милість Божу, жебраки власними силами спорудили в тому місці невеличку капличку в якій і помістили святу ікону. Сталося це, за переказами, близько 1650 року.

## Історія
До 1800 року підтримували у належному стані та розбудовували каплицю виключно жителі придніпровських губерній, які одержували зцілення своїх недугів від чудотворної ікони Божої Матері. У 1864 (або 1866) році на добровільні пожертвування прочан на місці віднайдення чудотворної ікони Божої Матері Ступищанської побудований був дерев'яний храм на честь Успіння Пресвятої Богородиці, який здобув назву Десятинної церкви.
У 1884 році при церкві на кошти жертводавців зведено дві каплиці: одна — над колодязем (цілющим джерелом), друга — на місці явлення Ступищанської ікони Богоматері.
За словами старожилів, взимку, за ясної погоди, з дзвіниці було видно Києво-Печерську лавру. Храм був спалений під час обстрілу в роки німецько-радянської війни.
На сучасному Ступищанському кладовищі є поховання священиків з числа церковного причту.

## Престольне свято
Щороку 28 серпня (15 серпня за старим стилем) до Ступищанської церкви йшли пішки на прощу тисячі людей. Благодатна ікона Ступищанської Божої Матері протягом цілого року зберігалася у церкві на честь святих безсрібників і чудотворців Косьми і Даміана у сусідньому селі Христинівка. З благословення Волинського архієпископа Антонія щорічно здійснювався урочистий хресний хід з іконою з цього храму до кладовищенської церкви села Ступища. Біля церкви вирував величезний ярмарок.
Парафіяни сучасного храму села Мотійки Народицького району на Житомирщині шанобливо зберігають та підтримують традиції вшанування чудотворной ікони Божої Матері Ступищанської.